# هواسونغ 10
هواسونغ-10 (بالكورية:화성-10)، هو صاروخ باليستي متوسط المدى متنقل طورته كوريا الشمالية.
يتميز صاروخ هواسونغ-10 بشكله الذي يشبه صاروخ آر 27 زد واي بي السوفيتي المُطلق من الغواصات، لكنه أطول قليلاً. يعتمد هذا الصاروخ على تصميم آر 27، ويعمل بمحرك 4D10 الذي يستخدم وقود ثنائي ميثيل الهيدرازين غير المتماثل (UDMH) ورباعي أكسيد النيتروجين (NTO)، وهو وقود أكثر تطورًا مقارنة بالكيروسين المستخدم في صواريخ سكود وهواسونغ-7 (نودونغ) الكورية الشمالية.
بمدى يصل إلى 3,200 كم، يستطيع صاروخ هواسونغ-10 استهداف أي نقطة في شرق آسيا، بما في ذلك القواعد العسكرية الأمريكية في غوام وأوكيناوا. يقدر عدد منصات الإطلاق التي تمتلكها كوريا الشمالية لهذا الصاروخ بأقل من 50 منصة.